# Plaza Manuel Tolsá

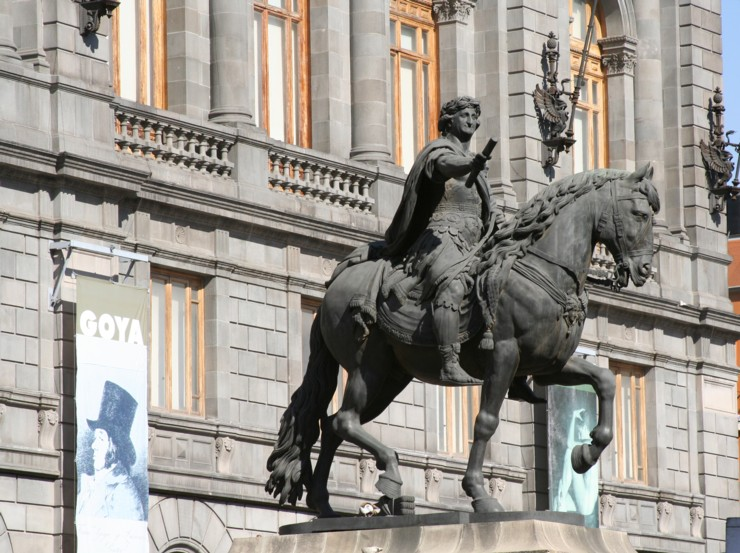
Het 'ruitertje'

Plaza Manuel Tolsá (Nederlands: Manuel Tolsáplein) is een plein in Mexico-Stad, in het Historisch Centrum.
Het plein is genoemd ter ere van de Spaanse architect Manuel Tolsá (1757-1825), die op latere leeftijd naar Mexico verhuisde. Het plein is wellicht het bekendst wegens het bronzen ruiterstandbeeld van koning Karel IV van Spanje, dat is ontworpen door Tolsá. Het beeld staat in de volksmond bekend als El Caballito (Het Paardje). Na de onafhankelijkheid van Mexico leidden anti-Spaanse sentimenten ertoe dat men het beeld, dat oorspronkelijk op het Zócalo wilde afbreken, maar de historicus Lucas Alamán wist het beeld te redden. Alamán liet het beeld verplaatsen naar het terrein van de Universiteit van Mexico, maar ook daar werd het beeld verwijderd. Vervolgens heeft het beeld decennialang Mexico-Stad doorgereisd, tot het in 1979 op haar huidige plaats terechtkwam.
Het Manuel Tolsá Museum is gevestigd in het Palacio de Minería, dat ook aan het plein gelegen is.